# Andrej Prokunin
Andrej Viktorovič Prokunin (in russo Андрей Викторович Прокунин?; Mosca, 7 maggio 1978) è un allenatore di biathlon ed ex biatleta russo.

## Biografia

### Carriera sciistica
Andrej Prokunin ai Mondiali juniores di Jericho/Valcartier 1998 vinse la medaglia d'oro nella sprint e quelle di bronzo nell'individuale; in Coppa del Mondo ottenne il primo risultato di rilievo l'8 dicembre 1999 a Pokljuka in sprint (65º) e ai Campionati mondiali esordì a Oslo 2000, dove si classificò 29º sia nella sprint sia nell'inseguimento. Nella stagione 2000-2001 conquistò i suoi due podi di carriera in Coppa del Mondo, entrambi terzi posti in staffetta ad Anterselva (il 9 dicembre e il 20 gennaio), e disputò i suoi ultimi Mondiali: a Pokljuka 2001 si piazzò 30º nella sprint, 39º nell'inseguimento e 4º nella staffetta. Nella stagione 2007-2008 ottenne i suoi migliori piazzamenti individuali in Coppa del Mondo, nelle sprint di Pyeongchang del 27 febbraio e di Oslo Holmenkollen del 13 marzo (9º); disputò la sua ultima gara nel circuito il 20 dicembre 2008 a Hochfilzen in sprint (77º).
Nel marzo del 2009 un controllo antidoping effettuato in occasione dei Campionati russi 2009 accertò che Prokunin aveva assunto EPO: l'atleta ricevette quindi una squalifica di due anni da parte della federazione russa, a sua volta multata dall'International Biathlon Union. Scontata la squalifica, dalla stagione 2010-2011 tornò a gareggiare, saltuariamente, in circuiti minori, senza più ottenere risultati di rilievo; la sua ultima gara in carriera fu l'inseguimento dei Mondiali estivi di Forni Avvoltoi 2013, chiuso da Prokunin al 6º posto. Non prese parte a rassegne olimpiche.

### Carriera da allenatore
Dopo il ritiro Prokunin ha allenato le nazionali di biathlon della Corea del Sud, dell'Ucraina e della Cina.

## Palmarès

### Mondiali juniores
- 2 medaglie:
  - 1 oro (sprint a Jericho/Valcartier 1998)
  - 1 bronzo (individuale a Jericho/Valcartier 1998)

### Coppa del Mondo
- Miglior piazzamento in classifica generale: 41º nel 2008
- 2 podi (entrambi a squadre[1]):
  - 2 terzi posti